# Légion hanséatique

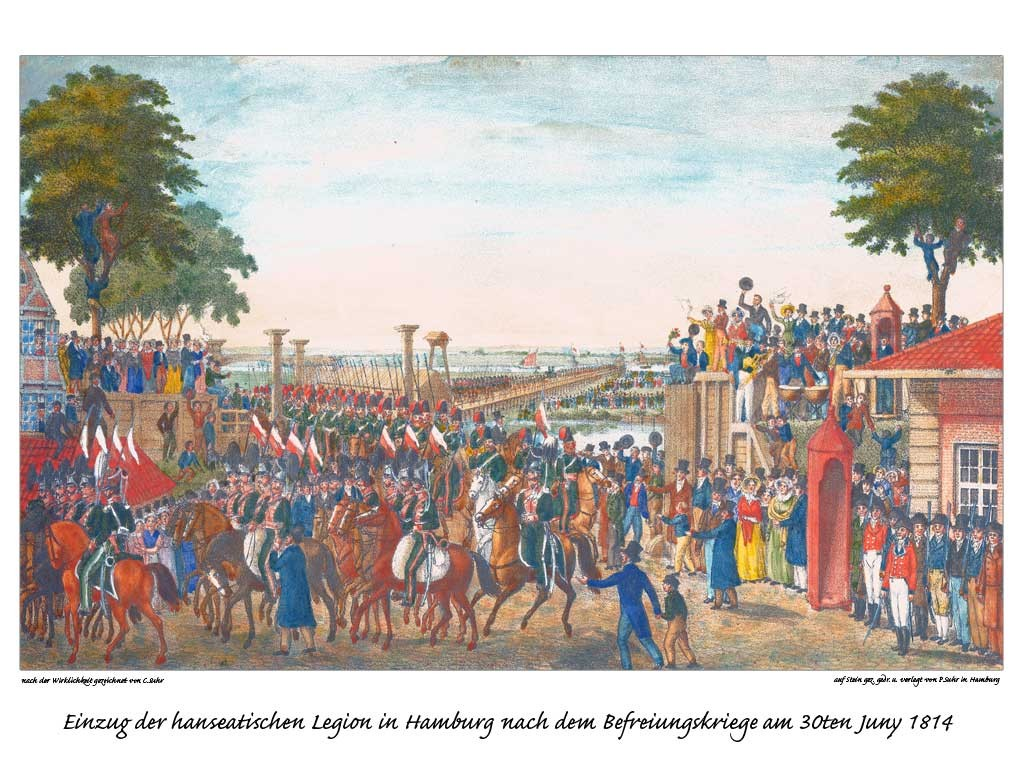
Retour de la Légion hanséatique à Hambourg, 1814.

La Légion hanséatique est un corps de volontaires recruté en 1813 dans les villes hanséatiques de Hambourg, Brême et Lübeck pendant la campagne d'Allemagne (c'est-à-dire, pour les Allemands, la « guerre de libération ») pour combattre l'occupation française napoléonienne. Elle est dissoute en 1814.

## Historique

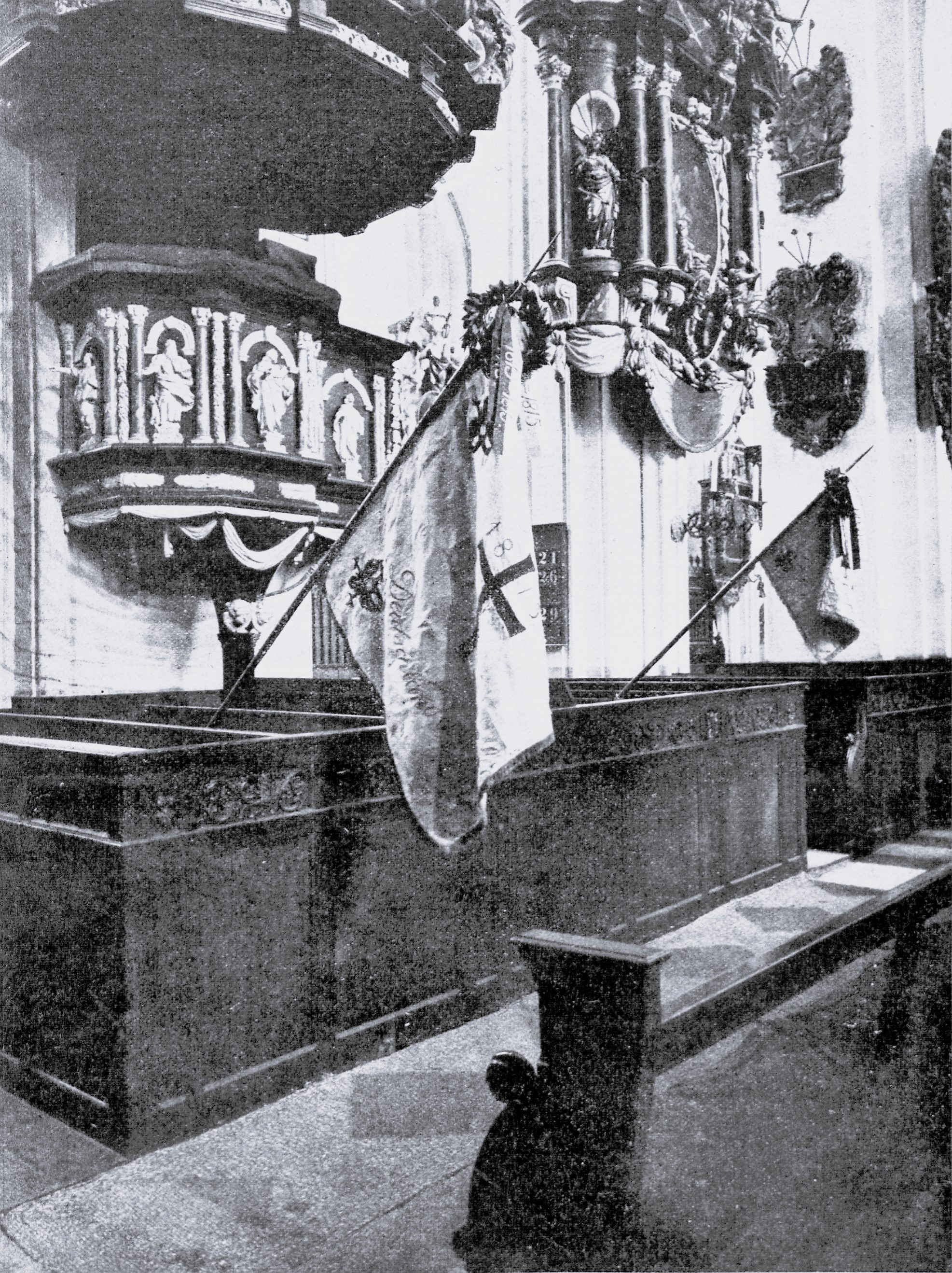
Étendards de la Légion hanséatique exposés dans l'église Sainte-Marie de Lübeck pour le centenaire de sa création, le 9 mars 1913.

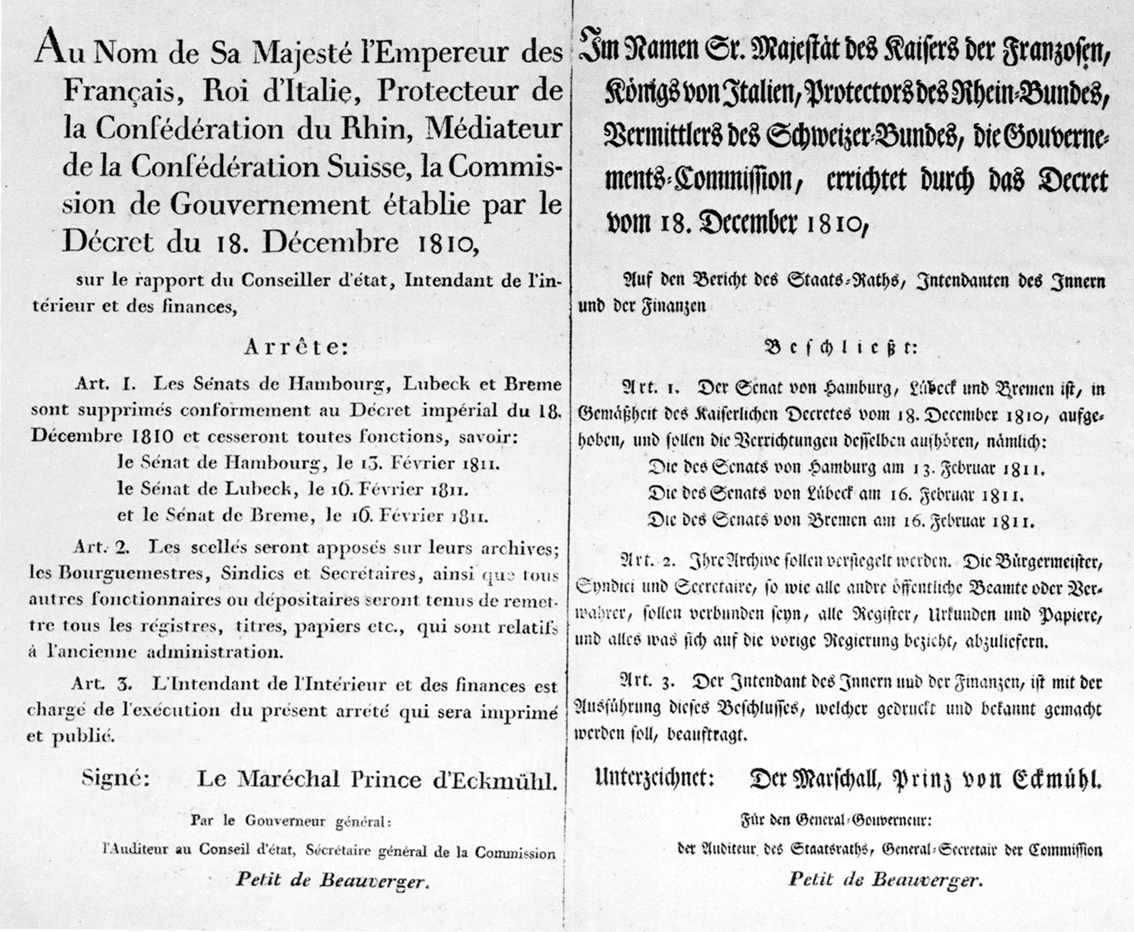
Décret d'annexion de Hambourg, Lübeck et Brême à l'Empire français signé par le maréchal Louis-Nicolas Davout, prince d'Eckmühl, 18 décembre 1810.

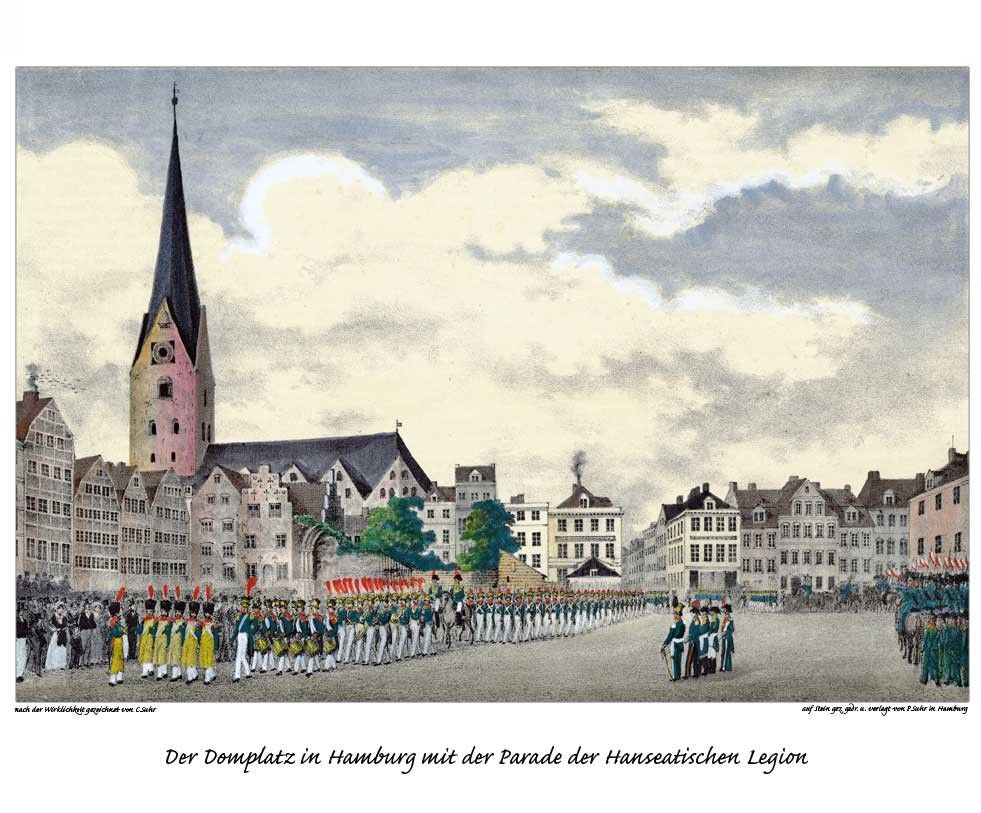
Parade de la Légion hanséatique sur la place de la cathédrale à Hambourg. Gravure de 1815.

Au début de 1813, alors que Napoléon rentre en France pour réorganiser ses forces après l'issue désastreuse de la campagne de Russie, l'armée impériale russe avance vers l'Allemagne le long de la mer Baltique. Les cités annexées par la France en 1811 et devenues les départements des Bouches-de-l'Elbe (Hambourg), Bouches-du-Weser (Brême) et Ems-Oriental se révoltent contre la domination française. Le 24 février, une émeute éclate à Hambourg contre la conscription dans l'armée française. Le 27 février, les Français instaurent un tribunal militaire qui prononce 7 condamnations à mort sans parvenir à calmer les esprits. Les bourgeois créent une garde nationale pour empêcher les pillages. L'agitation s'étend à Lübeck, où les émeutiers s'opposent à la conscription et brûlent les bâtiments des douanes et des droits réunis, puis aux campagnes proches. Le 12 mars, l'administration française et la municipalité doivent quitter Hambourg pour se replier sur Brême. Profitant du retournement de la Prusse qui déclare la guerre à la France le 16 mars, Friedrich Karl von Tettenborn, général allemand au service de la Russie et chef de la Légion russo-allemande, avance en Allemagne du Nord à la tête d'un petit corps d'Allemands et de cosaques : le 18 mars, il entre à Hambourg où le Sénat local lui ouvre les portes.
La Légion hanséatique est créée à l'initiative d'un groupe de citoyens de Hambourg qui en confient le commandement à Tettenborn. Elle s'ajoute aux forces locales de garde bourgeoise, la garde civique de Hambourg (de), de la garde civique de Brême (de) et de la garde civique de Lübeck (de) dont le rayon d'action est limité à leur ville. Elle prend pour devises « Dieu avec nous » ou « L'Allemagne ou la mort ». Lübeck envoie à la légion un contingent d'un millier d'hommes. À Hambourg, la ville place 6 bataillons de garde civique sous les ordres de Tettenborn ; un riche marchand lève à ses frais 100 chasseurs pour une dépense totale de 60 000 florins tandis que les servantes collectent 10 000 marks pour l'équipement des soldats. À Brême, des bourgeoises mettent sur pied un hôpital militaire ainsi qu'un magasin pour doter les troupes des fournitures nécessaires. La noblesse de Brême et de Verden crée un des premiers corps francs. L'étendard du contingent de Hambourg, cousu par des dames de la ville, est présenté à l'église luthérienne Saint-Michel. Il s'inspire de celui de la Landwehr prussienne mais avec une croix rouge au lieu de blanche.
Les volontaires hanséatiques combattent les troupes françaises de Davout et Vandamme. Cependant, face à la contre-attaque française, en avril 1813, Tettenborn ne peut réunir que 6 000 hommes sans armement suffisant : à court de ressources, il décide d'évacuer Hambourg dans la nuit du 29 au 30 mai. Les Français y rentrent le lendemain. La Légion hanséatique et la garde civique de Hambourg continuent la guerre en Mecklembourg puis en Schleswig, dans les rangs de l'armée du Nord, sous les ordres de Ludwig von Wallmoden, général autrichien passé au service de la Russie. Elle participe à la bataille de la Göhrde (16 septembre 1813).
Les soldats de la Légion rentrent dans leurs villes respectives pour être démobilisés le 30 juin 1814.

## Conséquences

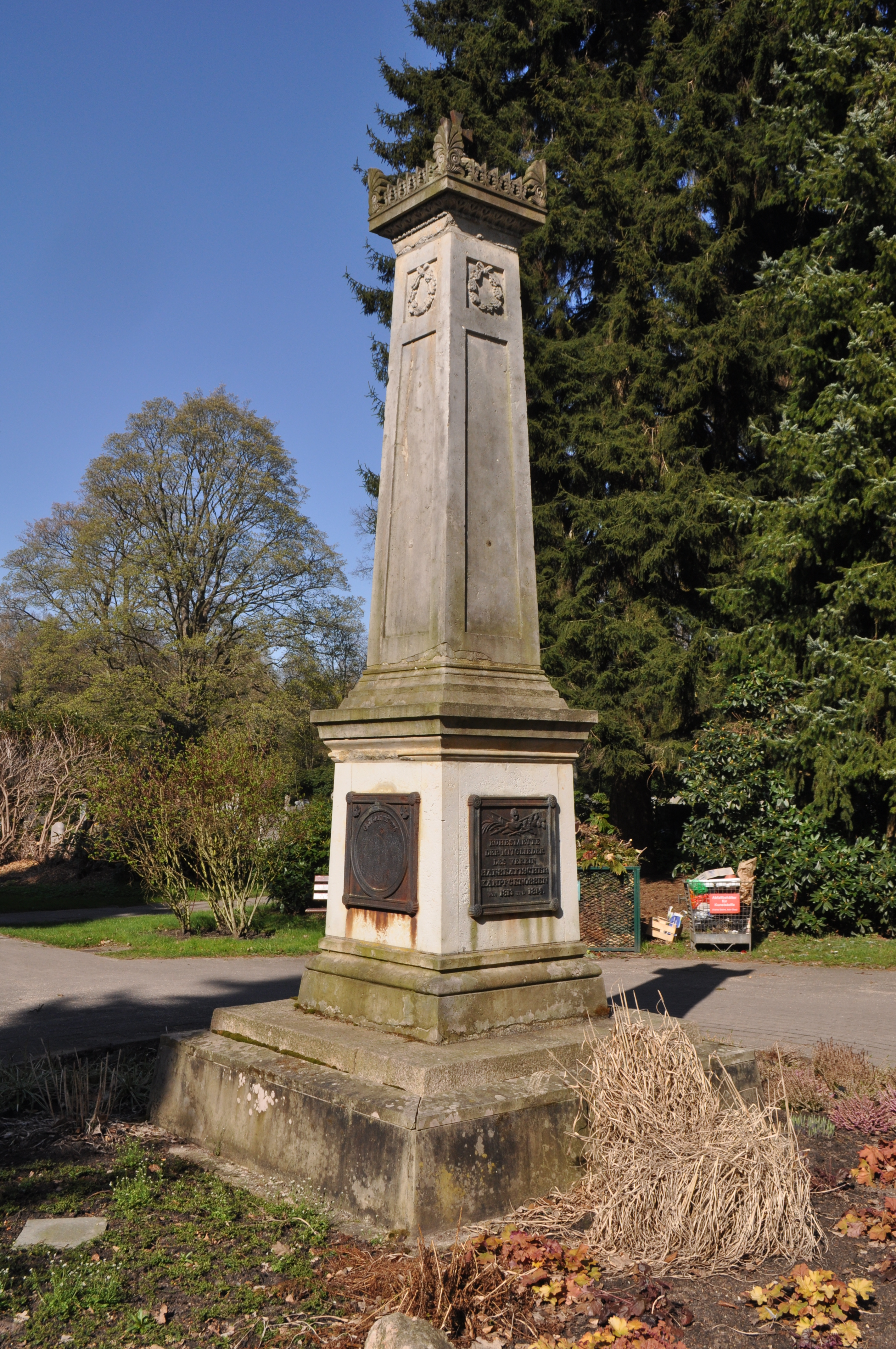
Monument de la Légion hanséatique au cimetière d'Ohlsdorf à Hambourg.

Au cours du congrès de Vienne (du 18 septembre 1814 au 9 juin 1815), certains États, dont la Bavière et le Wurtemberg, s'opposent au rétablissement des villes de Brême, Hambourg et Lübeck comme États indépendants au motif qu'elles avaient été annexées au territoire français : il leur est répondu que la Légion hanséatique a été reconnue comme partie d'un corps d'armée allié, ce qui équivaut indirectement à une reconnaissance d'indépendance. Les trois villes resteront des États souverains, membres de la Confédération germanique, jusqu'à leur incorporation dans l'Empire allemand en 1871.
Le monument aux morts de la Légion à Hambourg, placé à l'origine dans l'enceinte du couvent des franciscaines (Maria-Magdalenen-Kloster) de l'hôpital du Saint-Esprit de Hambourg (de), porte les noms des 7 officiers, 12 sous-officiers et 138 soldats tués pendant la guerre. Il est déplacé au cimetière d'Ohlsdorf en 1924.
Le monument de la Légion hanséatique à Lübeck porte les noms de 5 officiers, 2 sous-officiers et 31 soldats. Le monument et les bannières sont détruits pendant le bombardement de Lübeck le 29 mars 1942.

## Images de la Légion hanséatique

Uniformes de la Légion hanséatique
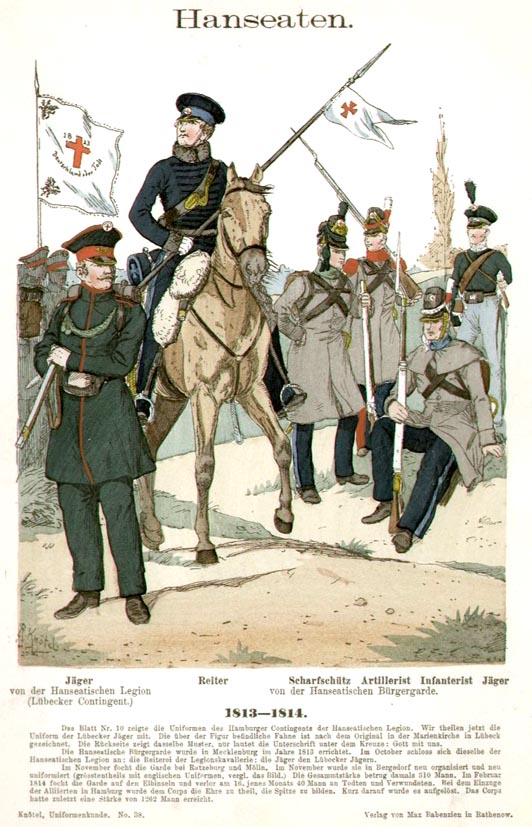
Soldats du contingent de Lübeck : chasseur à pied et cavalier de la Légion, tireurs d'élite, artilleur et fantassin de la garde civique. Gravure de Richard Knötel, 1890.
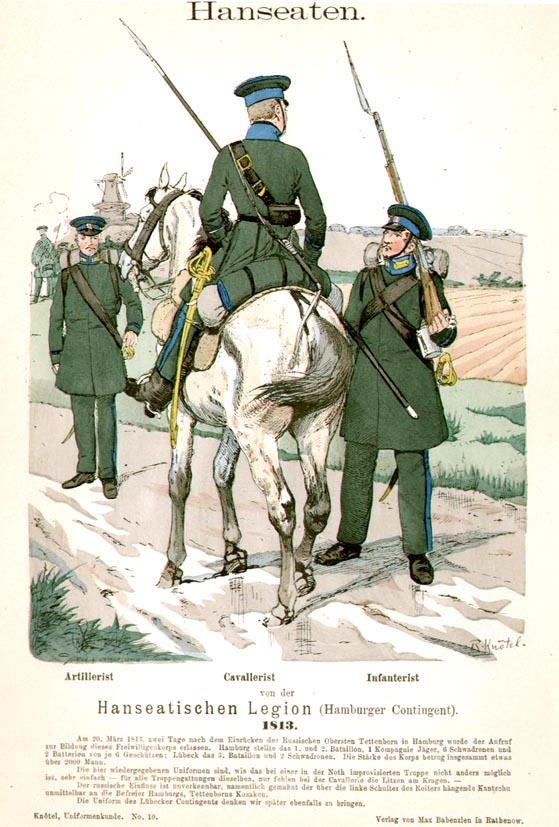
Soldats du contingent de Hambourg : artilleur, cavalier et fantassin. Gravure de Richard Knötel, 1890.
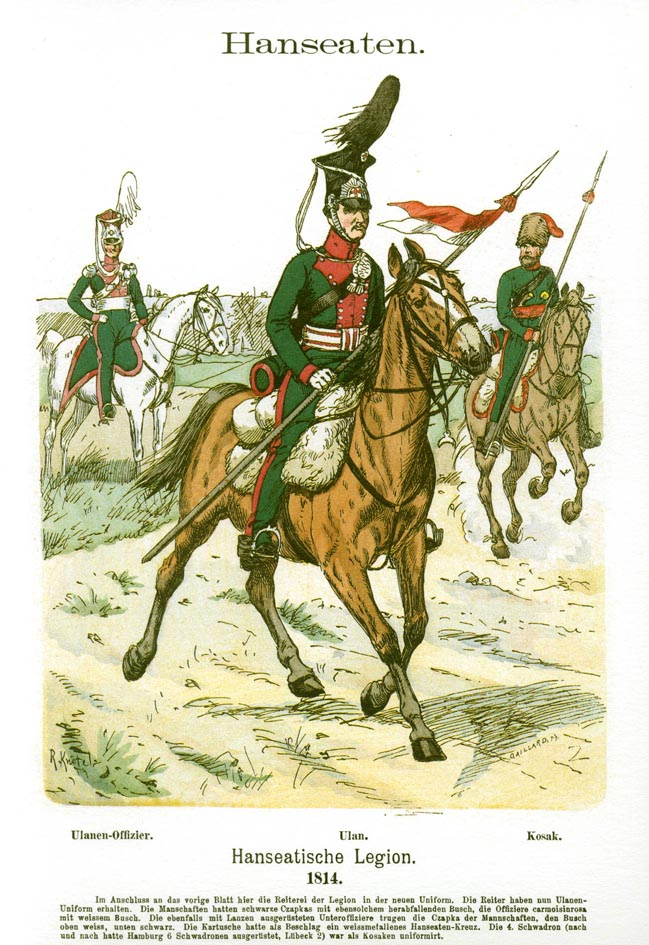
Cavaliers de la Légion : uhlans et cosaque. Gravure de Richard Knötel, 1890.
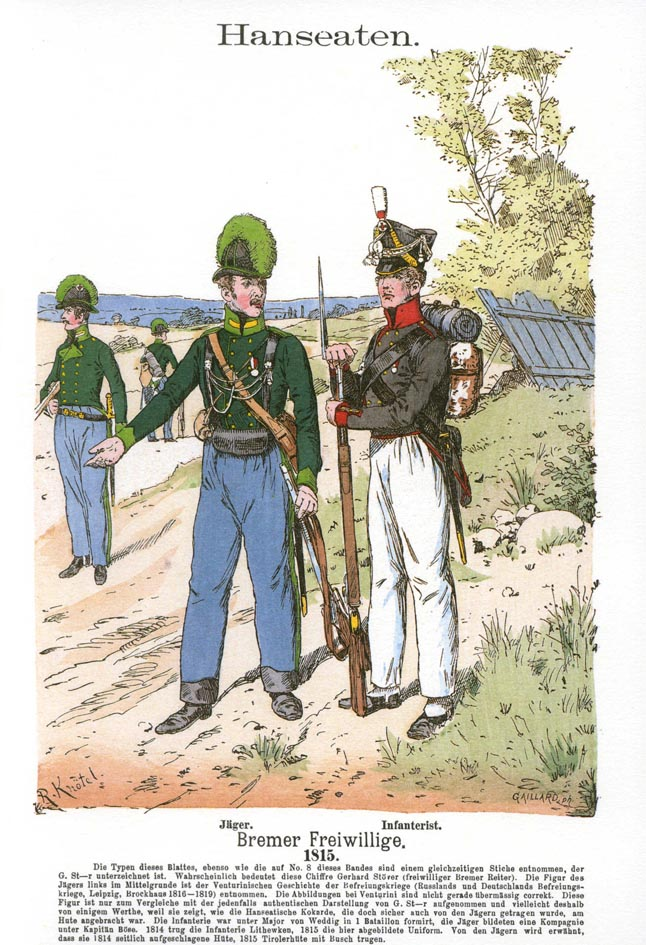
Chasseur et fantassin du contingent de Brême. Gravure de Richard Knötel, 1890.

Personnalités de la Légion hanséatique
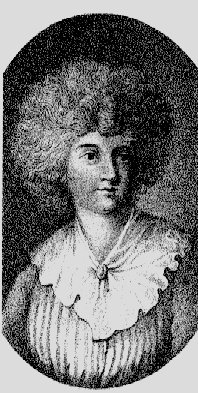
Dorothea von Rodde-Schlözer, docteur en philosophie, coud un étendard de la Légion à Lübeck
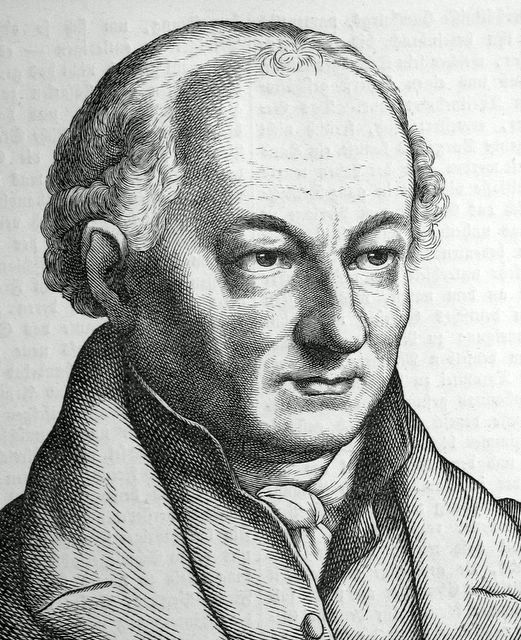
Friedrich Christoph Perthes (en), libraire, chef de la garde de Hambourg
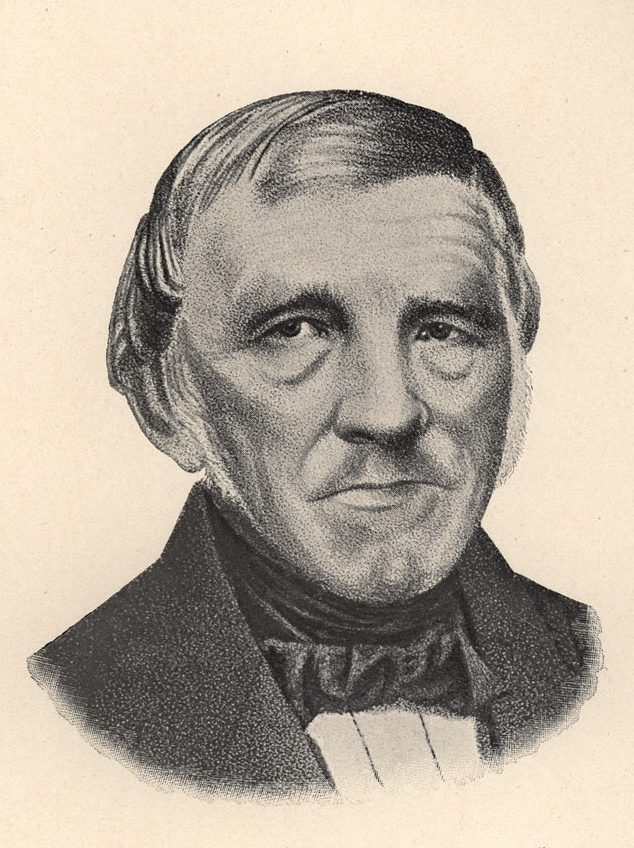
Johann Franz Encke, astronome, artilleur de la Légion à Hambourg

## Source, notes et références

### Sources
- (de) Cet article est partiellement ou en totalité issu de l’article de Wikipédia en allemand intitulé « Hanseatische Legion » (voir la liste des auteurs) dans sa version du 12 mai 2018.
- Die Männer des Volkes in der Zeit des deutschen Elends, 1805-1813, Berlin, 1864
- François Clément, L'art de vérifier les dates des faits historiques, depuis l'année 1770 jusqu'à nos jours, Partie 3, Volume 8, Paris, 1829
- Jean Tulard (dir.), L'Europe de Napoléon, Horvath, 1989.